# Sonic & All-Stars Racing Transformed
Sonic & All-Stars Racing Transformed is een computerspel dat werd ontwikkeld door Sumo Digital en uitgegeven door Sega. Het racespel kwam in november 2012 uit voor PlayStation 3, Xbox 360 en de Wii U. In december 2012 kwam het uit voor de PlayStation Vita en begin 2013 voor Windows. Een maand later verscheen het spel voor de Nintendo 3DS en in januari 2014 voor iOS en Android.

## Spel
Het spel is het vervolg op Sonic & Sega All-Stars Racing en het vierde spel uit de computerspelserie Sega All-Stars en het achtste racespel in de Sonic the Hedgehog-serie. In het spel ondergaan het parcours en de voertuigen transformaties. Zodra een gedeelte van de baan onder water loopt, veranderen de voertuigen in boten. Zodra de weg brokkelig wordt door een aardbeving, verandert de auto in een vliegtuig. De locaties van de racebanen zijn gebaseerd op die uit verschillende Sega-spellen, zoals After Burner. Ook kent het spel diverse personages uit Sega-spellen, zowel uit diverse Sonic-edities als uit spellen als Golden Axe, Shinobi en Jet Set Radio.

### Spel-modi
- Carrière-modus, hierin moet de speler een minimum aantal sterren verdienen tijdens de races om door te kunnen gaan. Naast reguliere races zijn er ook specifieke uitdagingen die voltooid moeten worden.
- Grand Prix, de speler rijdt hier een serie races waarna de winnaar bekend wordt gemaakt.
- Time Attack, men moet proberen om de snelste tijd neer te zetten.
- Enkele race, men kan een enkele race rijden.
- Online multiplayer, om tegen online tegenstanders te racen.

### Levels
Het spel bevat in totaal 16 levels uit verschillende Sega-franchises:
- After Burner
- Burning Rangers
- Golden Axe
- Nights into Dreams
- Panzer Dragoon
- Super Monkey Ball

Daarbij zijn er ook vier locaties uit het eerste spel in de reeks en gespiegelde versies van elke racebaan.

## Platforms
| Jaar | Platform                                         |
| ---- | ------------------------------------------------ |
| 2012 | PlayStation 3, PlayStation Vita, Wii U, Xbox 360 |
| 2013 | Nintendo 3DS, Windows                            |
| 2014 | Android, iOS                                     |

## Personages
- Sonic the Hedgehog
- Miles "Tails" Prower
- Amy Rose
- Knuckles
- Dr. Eggman
- Shadow the Hedgehog
- Metal Sonic
- AiAi
- MeeMee
- Beat
- Gum
- Nights
- Reala
- B.D. Joe
- Ulala
- Pudding
- Alex Kidd
- Joe Musashi
- Vyse
- Gillius Thunderhead
- Danica Patrick
- Wreck-it Ralph
- Pyro
- Spy
- Avatar (Xbox 360)
- Mii (3DS, Wii U)

### DLC
- Football Manager
- General Winter
- Ryo Hazuki
- Shogun
- Team Fortress
- Willemus
- Yogscast

## Ontvangst
Het spel werd positief ontvangen in recensies. Men prees de vermakelijkheid van het spel, de personages, de gameplay en de levels. Enige kritiek was er op de Wii U-versie die nog enkele fouten bevatte, maar deze werden door Sumo Digital met een update opgelost.
Op verzamelwebsite Metacritic heeft het een score van 82% voor de Xbox 360- en PlayStation 3-versies. De Wii U-versie heeft een score van 78% en de pc-versie 79%.
Het spel is wereldwijd 1,36 miljoen keer verkocht.
| Beoordeeld door          | Jaar | Platform      | Score |
| ------------------------ | ---- | ------------- | ----- |
| SEGA-Mag (Objectif-SEGA) | 2012 | Xbox 360      | 90%   |
| Riot Pixels              | 2013 | Windows       | 86%   |
| 4Players.de              | 2012 | Wii U         | 84%   |
| 4Players.de              | 2012 | PlayStation 3 | 83%   |
| 4Players.de              | 2012 | Xbox 360      | 83%   |
| Jeuxvideo.com            | 2012 | Xbox 360      | 80%   |
| Everyeye.it              | 2013 | PS Vita       | 80%   |
| Jeuxvideo.com            | 2013 | Windows       | 80%   |
| Mag'64                   | 2012 | Wii U         | 79%   |
| Metro.co.uk              | 2013 | Windows       | 70%   |